# غاف مخملي
غاف مخملي (الاسم العلمي: Prosopis velutina)، ويُعرف باسم المسكيت المخملي، هي شجرة صغيرة إلى متوسطة الحجم. إنهُ بقول يتكيف مع المناخ الصحراوي الجاف. على الرغم من اعتباره حشيشًا ضارًا في بعض الحالات خارج نطاقه الطبيعي[بحاجة لمصدر]، ولكنه يلعب دورًا حيويًا في بيئة صحراء سونورا.